# Schaal Sels 1998
La Schaal Sels 1998, settantatreesima edizione della corsa, si svolse il 1º settembre 1998 su un percorso di 195 km, con partenza e arrivo a Merksem. Fu vinta dall'olandese Danny Nelissen della Team Home-Jack & Jones davanti al belga Jo Planckaert e all'olandese Raymond Meijs.

## Ordine d'arrivo (Top 10)
| Pos. | Corridore            | Squadra                        | Tempo    |
| ---- | -------------------- | ------------------------------ | -------- |
| 1    | Danny Nelissen       | Team Home-Jack & Jones         | 4h25'44" |
| 2    | Jo Planckaert        | Lotto-Mobistar                 | s.t.     |
| 3    | Raymond Meijs        | Gerolsteiner                   | a 2"     |
| 4    | Karl Pauwels         | Palmans-Ideal                  | s.t.     |
| 5    | Hendrik Van Dyck     | TVM-Farm Frites                | a 33"    |
| 6    | Jurgen De Buysschere | Home Market-Ville de Charleroi | a 35"    |
| 7    | Danilo Hondo         | Agro-Adler Brandenburg         | s.t.     |
| 8    | Ludovic Capelle      | Home Market-Ville de Charleroi | s.t.     |
| 9    | Lars Michaelsen      | TVM-Farm Frites                | s.t.     |
| 10   | Chris Peers          | Lotto-Mobistar                 | s.t.     |